# Роми Шнайдер
Роми Шнайдер (на немски: Romy Schneider) е австрийско-германско-френска киноактриса, участвала в немски и френски филми. Двукратна носителка на наградата „Сезар“ в категория „най-добра актриса“ за 1976 и 1979 г. 

## Биография
Рожденото ѝ име е Розмари Магдалена Албах-Рети (Rosemarie Magdalena Albach-Retty). Роми Шнайдер е дъщеря на германската актриса Магда Шнайдер и австрийския актьор Волф Албах-Рети. Баба от страна на баща ѝ е Роза Албах-Рети – австрийска актриса, известна в миналото като „австрийската Сара Бернар“. Неин прадядо от страна на баща ѝ е австрийският актьор и режисьор Рудолф Рети.
Първият филм на Роми е „Когато белите люляци цъфтят“. Става изключително известна със снимането във филми за австрийската императрица Сиси, където изпълнява главната роля. В един от своите филми тя играе и кралица Виктория.
Роми напуска семейството си и заминава за Париж при Ален Делон, с когото се запознава, докато снима „Кристин“ (1958 г.). Сгодени са в продължение на 4 години (от 1959 до 1963 г.). По това време Роми Шнайдер се снима в няколко безуспешни филма, докато Ален Делон става все по-известен. По време на снимките на американската комедия „Добрият съсед Сам“, в която Роми участва, Ален Делон започва връзка с актрисата Натали Бартелеми. При завръщането си от Щатите Роми Шнайдер установява, че Ален Делон е напуснал апартамента им. Малко след това тя прави опит за самоубийство. През декември 1963 г. Делон и Шнайдер решават да сложат край на годежа си.
През 1966 година Роми Шнайдер се омъжва за драматурга Хари Майен, а синът им Давид Хаубенщок се ражда на 3 декември 1966 г. През 1969 г. се снима с Ален Делон в „Басейнът“. Бракът ѝ с Хари продължава девет години (до 1975 г.).
Нейният втори съпруг от 1975 е личният ѝ секретар Даниел Биазини (по-млад от нея с 11 години), от когото ражда дъщеря Сара Биазини на 21 юли 1977 г. Бракът ѝ с Даниел трае шест години (до 1981 г.). По сценарий на Даниел Биазини френският кинорежисьор Клод Соте заснима през 1980 г. филма „Лошият син“.
Роми Шнайдер изпада в тежка депресия, след като синът ѝ Давид умира през юли 1981 г., на 14 години, при злополука. Погребението организира Ален Делон. По това време тя има романтична връзка с продуцента Лоран Петен.
Намерена е мъртва на 29 май 1982 г. Тъй като аутопсия на тялото на Роми Шнайдер не е правена, не се знае със сигурност дали сърдечният арест, довел до смъртта ѝ, се дължи на поето количество алкохол и/или лекарства (открити на нейното бюро).
В нейна памет испанският режисьор Педро Алмодовар създава филма „Всичко за майка ми“.

## Избрана филмография
| Година | Филм                                       | Оригинално заглавие                    | Роля                     | Режисьор        |
| ------ | ------------------------------------------ | -------------------------------------- | ------------------------ | --------------- |
| 1953   | Когато белите люляци цъфтят                | Wenn der weiße Flieder wieder blüht    | Ефхен Форстер            | Ханс Депе       |
| 1954   | Фойерверк                                  | Feuerwerk                              | Ана Оберхолцер           | Курт Хофман     |
| 1955   | Сиси                                       | Sissi                                  | Елизабет Баварска (Сиси) | Ернст Маришка   |
| 1956   | Сиси - младата кралица                     | Sissi — Die junge Kaiserin             | Елизабет Баварска (Сиси) | Ернст Маришка   |
| 1957   | Сиси - Съдбоносните години за една кралица | Sissi — Schicksalsjahre einer Kaiserin | Елизабет Баварска (Сиси) | Ернст Маришка   |
| 1959   | Катя                                       | Katia                                  | Екатерина Долгорука      | Роберт Сиодмак  |
| 1959   | Ева: Тайните на една малолетна             | Die Halbzarte                          | Никол Дасау              | Ролф Тиеле      |
| 1960   | Под яркото слънце                          | Plein soleil                           | момиче                   | Рене Клеман     |
| 1962   | Бокачо '70 (Работата)                      | Boccaccio '70 (Il lavoro)              | Пупи                     | Лукино Висконти |
| 1962   | Процесът                                   | The Trial                              | Лени                     | Орсън Уелс      |
| 1963   | Кардиналът                                 | The Cardinal                           | Анемари фон Хартман      | Ото Преминджър  |
| 1965   | Какво ново, котенце?                       | What's New Pussycat?                   | Карол Вернер             | Клайв Донър     |
| 1966   | 10:30 P.M. Лято                            | 10:30 P.M. Summer                      | Клер                     | Жул Дасен       |
| 1969   | Басейнът                                   | La Piscine                             | Мариана                  | Жак Дере        |
| 1970   | Кой?                                       | Qui?                                   | Марина                   | Леонард Кайгел  |
| 1972   | Нещата от живота                           | Les Choses de la vie                   | Елен                     | Клод Соте       |
| 1972   | Убийството на Троцки                       | The Assassination Of Trotsky           | Гита Самюълс             | Джоузеф Лоузи   |
| 1975   | Старата пушка                              | Le Vieux fusil                         | Клара Дандьо             | Робер Енрико    |
| 1976   | Мадо                                       | Mado                                   | Хелене                   | Клод Соте       |
| 1978   | Обикновена история                         | Une histoire simple                    | Мари                     | Клод Соте       |
| 1982   | Кафене „Сан-Суси“                          | La passante du Sans-Souci              | Елза Винер/Лина Баумщейн | Жак Руфио       |

## Награди
- Носителка на наградата „Сезар“ за най-добра актриса за 1976 (за "L'important c'est d'aimer") и 1979 г. (за Une histoire simple).